# Verónica Alcocer
Verónica del Socorro Alcocer García (Sincelejo, 26 de maio de 1976) é uma política e filantropa colombiana que atualmente atua como primeira-dama da Colômbia como esposa de Gustavo Petro, o atual presidente da Colômbia. Ela é a primeira-dama mais influente desde Bertha Hernández de Ospina (primeira-dama de 1946 a 1950).
Tento estudar direito em três ocasiões. Ele conheceu Gustavo Petro durante uma conferência em 2000, enquanto participava de uma conferência na Corporação Universitária do Caribe. Ela é a primeira mãe solteira casada com um presidente em toda a história da Colômbia.

## Vida familiar
Verónica del Socorro Alcocer García nasceu em 26 de maio de 1976 em Sincelejo, Sucre. Ela é a filha mais velha de Jorge Emilio Alcocer e Elisabeth García. Quando menina, Verônica sonhava em ser freira. Aos 21 anos teve seu primeiro filho, Nicolás. Em 2000 conheceu Gustavo Petro, com quem se casou no mesmo ano. Em 2002 nasceu sua filha mais velha, Sofía, e três anos depois, sua filha mais nova, Antonella. Alcocer também é madrasta dos três filhos mais velhos de Gustavo Petro, Nicolás, Andrés e Andrea.

## Atividades subsequentes
Alcocer acompanhou Petro durante suas candidaturas presidenciais e, dizem, ela foi uma conselheira próxima dele quando ele atuou como prefeito de Bogotá. Além de sua atividade política, dedicou seu tempo ao ativismo social, realizou programas de ajuda a crianças, adolescentes e idosos e afirmou que busca dar uma imagem positiva da Colômbia.
Ela enfatizou a importância do importante papel que desempenhará como primeira-dama, sendo seu apoio incondicional ao marido, Gustavo Petro.
Alcocer se declara embaixadora da moda e do design colombiano.

## Papel na campanha presidencial de 2022
Alcocer teve um papel individual na campanha presidencial do marido Gustavo Petro, sempre deixou claro que o seu compromisso como porta-voz dos mais desfavorecidos estava fora dela.
Em junho de 2022, vazou uma série de vídeos gravados secretamente de reuniões privadas da campanha presidencial do Petro, em um dos quais Alcocer foi ouvido dizendo que todas as mulheres jornalistas dormiam até o topo. Alcocer mais tarde se desculpou, dizendo que as gravações foram "tiradas de contexto" e não representavam suas ideias.